# Dumanani
Dumanani é uma vila e sede da comuna rural de Miria, na circunscrição de Sicasso, na região de Sicasso.